# 园子岔乡
园子岔乡，是中华人民共和国甘肃省兰州市榆中县下辖的一个乡镇级行政单位。

## 行政区划
园子岔乡下辖以下地区：
万羊村、青碾村、小岔村、柏木村、大岘村和金营村。